# Pavlla
Pavlla är ett vattendrag i Albanien, på gränsen till Grekland. Det ligger i den södra delen av landet, 180 km söder om huvudstaden Tirana.